# お練り祭り
お練り祭り（おねりまつり）は、長野県飯田市で行われる祭り。諏訪大社の御柱祭と同じ数え年で7年に一度、寅と申の年の3月下旬に開催される。名称は神輿渡御（みこしとぎょ/みこしとぎょう）を行うときに行列が練り歩くことからとされている。

## 歴史
御柱祭は諏訪大社の式年大祭として有名だが、飯田市にある諏訪神社「外県 大宮諏訪神社」（そとあがた おおみやすわじんじゃ）では神輿をかつぐ祭が行われている。「お練り祭り」はこれにあわせて行われるもので、大宮諏訪神社の祭と直接関係するものではなく、御柱祭と比較して知名度は低い。しかし、地元にとっては大きな祭りであり、飯田・下伊那出身の人間が一堂に集う機会の一つである。現在、お練り祭りは外県大宮諏訪神社と飯田商工会議所を中心とした「奉賛会」の主催で開催されている。
いつ頃から始まったかは定かではないが、正徳5年（1715年）のひつじ満水のとき、野底川の氾濫によって飯田の町に濁流が流れこまんとしたとき大宮諏訪神社の龍神様に祈ったところ、濁流は流れを変え町は大きな災害を免れた。飯田城城主もその御利益をたたえ享保四年（1719年）に町を挙げて盛大に奉納することになったと伝えられている。

## 出し物
お練り祭りには毎回、飯田・下伊那の数十の団体が参加する。出し物としては獅子舞や和太鼓などが挙げられるが、メインのイベントは東野地区（6地区）の「東野大獅子」と橋南地区・本町三丁目の「大名行列」である。
「東野大獅子」の獅子頭は日本で最も大きいといわれており、幌をつけた頭の重さは30kgにもなる。胴体は木枠に車が付いたものに布がかぶせられ、中には数人～十数人の楽団員が入って演奏をする。獅子を連れる役（宇天王）もいる。
獅子舞は「所望（しょもう）」をし、祝儀を出すスポンサーの店（家）の前などを中心に舞を行う。お練り祭りが行われる、飯田下伊那地域の獅子舞の多くが屋台獅子であり、幌の中屋台で太鼓や笛を演奏する。